# Terra esfèrica

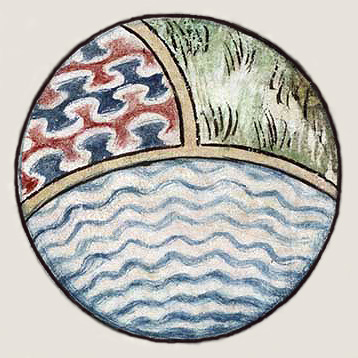
Il·lustració medieval d'una Terra esfèrica, amb compartiments representant terra, aire i aigua (c. 1400).

La Terra esfèrica és un constructe cultural de la filosofia grega del segle vi aC,
però va romandre com a matèria d'especulació filosòfica fins al segle iii aC quan l'astronomia hel·lenística va establir l'esfericitat de la forma de la Terra com una dada física. El paradigma hel·lènic va ser gradualment adoptat en el vell Món durant l'Antiguitat i l'Edat Mitjana. Una demostració pràctica de l'esfericitat de la Terra va ser portada a terme per Fernando de Magallanes i Juan Sebastián Elcano a la seva expedició de circumnavegació del món (1519-1521).
El concepte de Terra esfèrica va desplaçar creences anteriors en una Terra plana: en la mitologia mesopotàmica, el món era vist com un disc pla surant en l'oceà i envoltat per un cel esfèric, i això va formar la premissa dels mapamundis antics com els d'Anaximandre i Hecateu de Milet. Altres especulacions sobre la forma de la Terra inclouen: Un ziggurat de set nivells o muntanya màgica, al qual al·ludeix l'Avesta i altres escrits aquemènides, una roda, tassa o pla amb quatre cantonades esmentat en el Rigveda.
La realització efectiva que la forma de la Terra s'aproxima a la d'un el·lipsoide data del segle xviii (Maupertuis). Al començament del segle xix, l'aplatament de l'el·lipsoide terrestre va ser estimat en un ordre d'1/300 (Delambre, Everest). El valor actual, determinat pel WGS84 del US DoD des de 1960, és proper a 1/298,25.